# Mesquita Muhammad
La mesquita de Muhammad o mesquita de Siniggala és un monument de l'antic període islàmic d'Icheri Sheher (Ciutat Interior), Bakú. A la façana septentrional de la mesquita hi ha una inscripció en àrab que diu: Aquesta mesquita va ser construïda per Al Ustad er Rais (capitost) Muhammad ibn Abubekr. h. 471 (1078-79).
Aquesta data coincideix amb el regnat del Shirvanshah Fariburz I. En aquella època, el jutge de la ciutat s'anomenava reis (capitost). Els reis eren escollits dels estrats rics de la població i la seva missió era transmetre les demandes del monarca a la gent de la ciutat i a la vegada les queixes del poble al monarca. Durant molt de temps els reis dirigien els artesans de la ciutat i realitzaven importants operacions comercials i financeres. El comerç era la seva principal font d'ingressos. Al mateix temps, també treien profit de l'agricultura. Els reis varen construir edificis, mesquites, banys, etc. a la ciutat. Aquesta mesquita també va ser construïda pel jutge de la ciutat de Bakú, Muhammad ibn Abubekr. El seu títol, Al Ustad, indica que era cap del gremi dels comerciants. El nom del Shirvansha no s'esmenta a la inscripció. Això dona fonament a les fonts que diuen que els reis tenien una gran autoritat en la societat i jugaven un paper en l'administració de la ciutat.

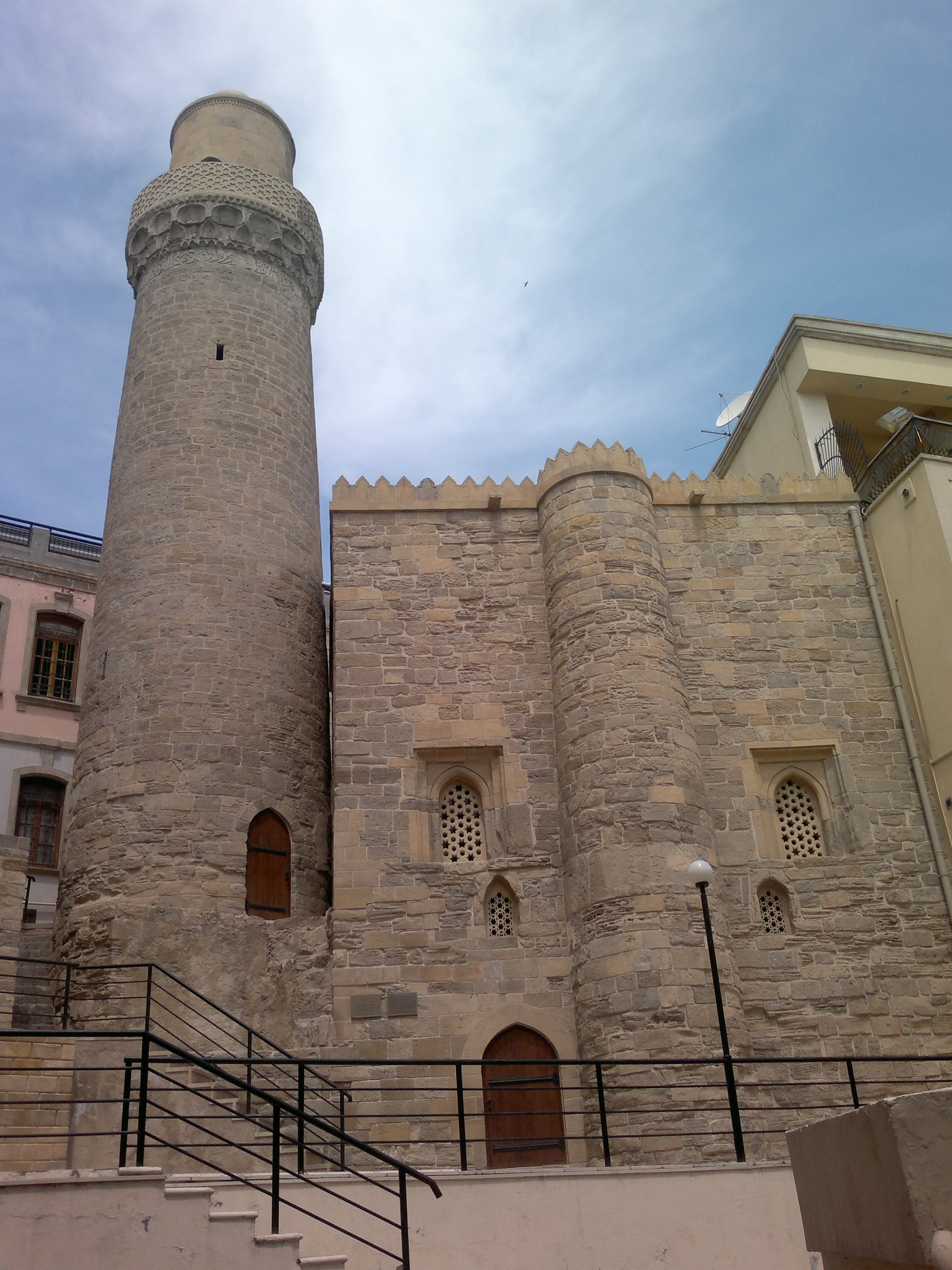
Mesquita Mohammad

Encara que la mesquita es denomina formalment Muhammad, és coneguda com a Siniggala (trencada) des del segle xviii degut a una història que data de l'atac de les tropes de Pere I a Bakú el 1723. Rússia no podria avançar cap a l'Iran, i des d'allà a l'Índia, sense prendre el control de Bakú, el port més convenient del Mar Caspi. Per això, el 1723, quinze bucs navals russos, comandats pel general Matyushkin, van amarrar prop de la costa de Bakú. Van enviar un ultimàtum al jutge de la ciutat i van exigir la rendició. En rebre una negativa, els russos van començar a disparar els seus canons contra la ciutat. Els defensors de la ciutat van veure que un dels canons va encertar un tret contra el minaret de la mesquita de Mohammed i ho va sacsejar. Encara que el minaret va aconseguir mantenir-se en peu, la seva part superior va quedar danyada. Els trets dels canons també va fer grans forats a les pareds de la fortalesa. En aquell moment el vent es va aixecar i va empènyer els vaixells de vela de la marina més enllà de la costa. La població musulmana de Bakú va pensar que era Déu castigant als seus enemics i opressors. Això va donar al habitants de Bakú un descans molt oportú, que el varen aprofitar restaurar les parets. Els vents es va aturar després d'uns dies i els vaixells militars russos van tornar a atacar. Es van sorprendre molt de veure les parets restaurades, no obstant això, el ciment fresc a les parets era massa fresc per suportar un altre atac i la fortalesa va ser conquerida pels russos. El minaret de la mesquita Mohammed no va ser restaurat fins als anys 1980 i 90. S'ha conservat com a símbol del coratge i la valentia de la gent de Bakú. A partir d'aquest moment, la mesquita s'ha conegut com a Siniquilala (Torre Trencada).
La part superior del minaret, aixecat al costat de la mesquita, es completa amb una veranda amb un entramat de pedra i un cinturó de mocàrabs. La façana de la varanda està adornada amb estrelles poligonals i hexagonals, molt popular en l'art ornamental d'Azerbaidjan. Hi ha una inscripció cúfica d'un vers de l'Alcorà sota l'escultura mocàrab. El minaret té 22 m d'alçada; es distingeix per la seva solidesa i la complexitat del seu treball mocàrab.
Una sala amb sostre arquejat en forma de fletxa es va descobrir sota la sala d'oració de la mesquita durant els treballs de restauració realitzats en els anys vuitanta. Les mostres materials-culturals descoberts durant les excavacions arqueològiques sota la capa inferior de la sala demostren que la mesquita Mohammed va ser construïda sobre un temple de cult del període preislàmic.